# Laniferus uniformis
Laniferus uniformis là một loài bọ cánh cứng trong họ Cerambycidae.